# Conor Leahy
Conor Leahy (* 16. April 1999 in Stirling) ist ein australischer Bahnradsportler, der auf Ausdauerdisziplinen spezialisiert ist.

## Sportlicher Werdegang
In seiner Jugend spielte Leahy zunächst Fußball. Zum Radfahren kam er durch seinen Vater, der ihn mit dem Versprechen von Kaffee und Kuchen auf seine Ausfahrten lockte. 2014 trat er dem örtlichen Radsportverein bei.
Leahy entwickelte sich zum Spezialisten für Ausdauerdisziplinen auf der Bahn, wo er von 2017 bis 2024 neun australische und sechs ozeanische Meistertitel einfuhr. Besonders erfolgreich war er in der Einerverfolgung; in diesem Wettbewerb gewann er von 2020 bis 2024 fünfmal in Folge die australischen Meisterschaften. Dabei brach er 2022 den elf Jahre alten Landesrekord von Jack Bobridge auf 4:10,113 min und verbesserte die Zeit später auf unter 4:10 min.
Leahys wichtigste Erfolge außerhalb Ozeaniens waren drei Podiums im Weltcup bzw. Nations Cup, darunter der Sieg in der Mannschaftsverfolgung beim Nations Cup 2022 in Milton, und zwei Bronzemedaillen bei den Commonwealth Games in Birmingham. Bei den Olympischen Spielen von Tokio war er 2021 Reservist, kam aber nicht zum Einsatz. Sein bestes Resultat bei Bahnradsport-Weltmeisterschaften war der vierte Platz in der Mannschaftsverfolgung 2023.
Im Straßenradsport gehörte Leahy von 2020 bis 2022 dem Vereinsteam InForm TMX Make an und bestritt hauptsächlich Rennen in Australien. Mit Team BridgeLane, einem australischen UCI Continental Team, nahm er Mitte 2023 an mehreren kleineren Rennen in Europa teil, ohne größere Erfolge.
Bei den Olympischen Spielen 2024 in Paris gewann er die Goldmedaille in der Mannschaftsverfolgung.

## Erfolge
2017
 Ozeanien-Meisterschaften 2018 – Einerverfolgung, Mannschaftsverfolgung (mit Jarrad Drizners, Joshua Harrison, Braden O’Shea und Thomas Bolton)
2018
 Ozeanien-Meister 2019 – Einerverfolgung
 Ozeanien-Meisterschaften 2019 – Madison (mit Godfrey Slattery)
2019
 Ozeanien-Meister 2020 – Einerverfolgung, Mannschaftsverfolgung (mit Godfrey Slattery, Josh Duffy und Lucas Plapp)
2020
 Australischer Meister – Einerverfolgung, Omnium
2021
 Australischer Meister – Einerverfolgung
2022
 Australischer Meister – Einerverfolgung, Madison (mit Josh Duffy)
 Ozeanien-Meister – Madison (mit Josh Duffy), Mannschaftsverfolgung (mit Graeme Frislie, James Moriarty, Josh Duffy und Oliver Bleddyn)
 Ozeanien-Meisterschaften – Einerverfolgung
 Nations Cup in Milton – Mannschaftsverfolgung (mit Graeme Frislie, James Moriarty und Josh Duffy)
 Commonwealth Games – Einerverfolgung, Mannschaftsverfolgung (mit Josh Duffy, Graeme Frislie, Lucas Plapp und James Moriarty)
2023
 Australischer Meister – Einerverfolgung
 Ozeanien-Meister – Mannschaftsverfolgung (mit Blake Agnoletto, Oliver Bleddyn und Josh Duffy)
 Ozeanien-Meisterschaften – Omnium
2024
 Australischer Meister – Punktefahren, Einerverfolgung, Mannschaftsverfolgung (mit John Carter, Jack Dohler und Stephen Hall)
 Ozeanien-Meisterschaften – Mannschaftsverfolgung (mit John Carter, Graeme Frislie und Liam Walsh)
 Olympische Spiele – Mannschaftsverfolgung (mit Oliver Bleddyn, Kelland O’Brien und Sam Welsford)